# ویویلی، یورگیر
ویویلی، یورگیر (به لاتین: Vayvaylı, Yüreğir) یک زیستگاه انسانی در ترکیه است که در Yüreğir واقع شده‌است.